# Гидромульчирование

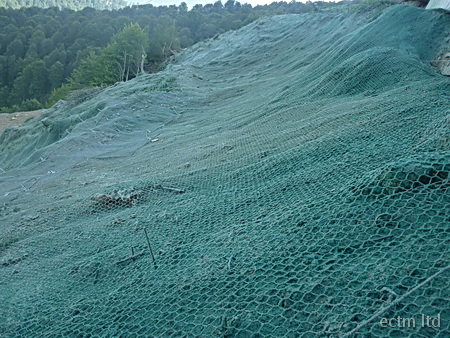
Инженерная защита горных склонов в Сочи

Гидромульчирование — это процесс создания на грунтовой поверхности защитного слоя и, впоследствии, травяного покрова для предотвращения эрозии почв и разрушения конструкций. Гидромульчирование — один из этапов инженерной защиты. Использует технологии гидропосева.

## Проблемы и задачи
Земная поверхность постоянно испытывает воздействия со стороны сил природы (Солнечная радиация, температурные градиенты, вода, ветер), а также деятельности человека. Как правило, воздействия носят разрушительный характер, особенно страдают участки незащищённой поверхности. Естественный природный «противовес», направленный на стабилизацию ландшафта — это защитный растительный покров. Чем плотнее слой растительности, тем устойчивее поверхность. Травяной покров с развитой корневой системой — один из основных, естественных, надежных и недорогих долговременных методов защиты от эрозии.
Лишенный защитной флоры грунт, подвергается ускоренной эрозии, быстро теряет форму и стабильность. Поэтому в развитых странах вопросу инженерной защиты от воздействий уделяется огромное значение. Качество, долговременность и скорость проведения защитных мероприятий становятся важны при выполнении земляных работ в строительстве. В ряде стран открытые участки грунта не могут оставаться без защиты на срок более 10-15 дней.
Один из способов защиты от эрозии — сплошной травяной покров сеяных трав. Для создания зелёной массы и дёрна корневой системы требуется время. Климат России, различные характеристики почв, рельеф, обеспеченность водой, сезонность проведения работ дополнительно усложняют задачу. Сроки прорастания семян трав могут составлять от 1 до 50 недель, а время на создание устойчивого покрова — 3 года и более.

## Принцип
Приемлемая для региона или объекта смесь трав, питательные добавки и удобрения смешиваются с водой и распределяются по поверхности произвольной геометрии. Это дополнительное преимущество, так как в ряде случаев планирование поверхности невозможно или затратно. Метод гидропосева позволяет получить равномерное распределение семян трав с высокой степенью контакта с поверхностью и благоприятные условия для прорастания (внесение биостимулянтов, аквагеля, микроэлементов, гуминовых кислот и тд).
Задача гидромульчирования — обеспечение надежной фиксации компонентов на почве, стабилизация поверхностного слоя грунта и противодействие водной и эоловой эрозии в течение всего срока становления растительного покрова. Для этих целей в стандартные состав смеси для гидропосева вводятся другие, более устойчивые виды волокнистых материалов — противоэрозионные мульчевые комплексы, синтетические волокна, полимерные закрепители, влагоудерживающие наполнители — с увеличенным сроком функциональной эффективности и устойчивостью к внешним воздействиям. Нанесение подготовленной смеси производится из стандартного профессионального оборудования для гидропосева, только с другими нормами расхода материалов на единицу площади.
Обработанный с помощью гидромульчирования участок эффективнее защищён от эрозии, нежели с помощью гидропосева с обычными материалами.

## Преимущества и недостатки
Метод гидромульчирования эффективен, экономичен, позволяет стабилизировать склон на длительное время, до установления травяного покрова. Может применяться в любое время года при положительных температурах, с учётом особенностей климата. Монтаж возможен на неровных и неподготовленных участках, от ровных до почти вертикальных. Семена трав имеют лучшую обеспеченность влагой и питательными веществами, меньший процент потерь, поэтому в итоге выше процент всхожести и уровень развития растений. Массивный покров мульчи смягчает микроклимат в зоне роста, нивелируя воздействие солнечной радиации и ночного падения температуры, аккумулирует влагу от росы, возвращая её растениям.
К недостаткам метода можно отнести длительность монтажа и больший расход мульчирующих материалов и воды. При гидромульчировании, как правило, создается сплошной волокнистый защитный слой на грунте, связывающий волокна, семена и частицы почвы в единую структуру, это получается эффективнее, но дороже обычного гидропосева. Кроме того, сплошной слой мульчи «затеняет» семена, что, как правило (но не всегда), в умеренном климате немного замедляет прорастание.

## Гидромульчирование и гидропосев. Различия
Гидропосев — метод озеленения территорий, характеризуемый высокой скоростью работы, равномерным распределением семян и низким расходом материалов. Применяется для создания технических газонов. По стоимости сравним с ручным севом, но по скорости работ и качеству результата намного превосходит его.
Гидромульчирование — это гидропосев с применением комплексных мульчирующих материалов. Основное направление — укрепление откосов и русел временных водотоков в задачах инженерной защиты конструкций. Применяется при строительстве спортивных объектов: полей для игры в гольф (все участки вплоть до гринов) и футбол, горнолыжных склонов. Применяется также в сочетании с сопутствующими технологиями армирования поверхности геоматами (технология ГринАрмор). 
В обеих технологиях используются сложные травосмеси с разноразмерными семенами трав. Травосмесь в упаковке подвергается сегрегации (расслоению) семян. В результате, при ручном и даже механическом севе разные сорта трав распределяются «пятнами», снижая качество газона.  В водной эмульсии семена равномерно перемешиваются и распределение их по площади более равномерно. Однако, чем меньше объём ёмкости гидропосевной установки и расход мульчи на единицу объёма (смесь более жидкая), тем менее равномерно распределяются семена.

## Мульчирующие материалы
— Древесная гидравлическая мульча с закрепителем — термически обработанные (ТММ) древесные волокна с повышенным водопоглощением. Функциональная эффективность более 90 %, фактор защиты от эрозии более 10, эффективный срок действия  3-6 месяцев.
— Противоэрозионный комплекс класса EFM — древесные ТММ-волокна с влагоудерживающим компонентом, синтетическими нитями и полимерным закрепителем со временем полимеризации 6÷48 часов. Функциональная эффективность более 95 %, фактор защиты от эрозии более 25, долголетие 6-12 месяцев.
— Противоэрозионный комплекс класса HP-FGM (BFM) — древесные ТММ и синтетические «зиг-заг» перекрёстные волокна, влагоудерживающим компонентом гидрогель, пористой керамикой для удержания микроэлементов и бактерий, полимерным закрепителем мгновенного действия. Повышенная влагоёмкость (до 18 собственных масс), механическая связь (более 100Н/м), долголетие 12-24 месяца. Функциональная эффективность более 99 %, фактор защиты от эрозии более 100.
— Противоэрозионный комплекс класса HP-FGM+ — отличается от FGM наличием кокосовых волокон, увеличивающих время работы материала до 36 месяцев. Полезно для экстремальных условий — пустынные области, высокогорье.
— Полимерный закрепитель мгновенного действия — анионный полимер с нулевым временем образования связей. Позволяет работать на проектах защиты склонов от эрозии даже в дождь, предотвращая смывание материала.

## Оборудование для монтажа
В установках для работы (гидросидеры, гидромульчеры) есть несколько ключевых элементов, непосредственно влияющих на эффективность в работе:
— Тип перемешивания в баке. Лучший вариант — вращающиеся валы с лопастями. На больших установках таких валов несколько, добавляют также шредер для быстрого измельчения блоков мульчи. Механическое перемешивание оптимально для вязкой, насыщенной смеси.
— Эмульсионный насос. Для многокомпонентных густых сред отлично себя зарекомендовали насосы выталкивающего типа: роторные (лопастные) и шнековые (PD — Positive Displacement). Они способны работать на умеренных оборотах (до 500 об/мин), обеспечивая нужную производительность и давление для распыления. 
К недостаткам этих насосов относится повреждение (передавливание) части семян.
Центробежные насосы малого размера 2"x2", требующие высоких оборотов (1500-3500 об/мин), теряют эффективность при работе с густыми смесями, имеют большой износ, поэтому их применение ограничено. Крупные центробежные насосы 4"x4" работают нормально и обеспечивают большую дальность распыла (до 70м). Для увеличения срока эксплуатации насоса рекомендуется использовать его только для распыления смеси, но не для подготовки.
— Водные магистрали и шланги. Должны быть большого диаметра и иметь минимум поворотных колен — во избежание заторов. Оптимальный диаметр магистралей в установке: 60-100мм (2.5"-4") в зоне питания, 50-100 (2"-4") — в напорной зоне. Шланги/рукава — не менее 38-50мм (1.5"-2").
— Силовая установка должна иметь достаточную мощность, крутящий момент и быть достаточно экономичной в работе. Отношение 1лс/100л бака выглядит минимальным для работы. На установках объёмом более 3000л оптимально использовать дизельные двигатели и жидкостным охлаждением.
Использование установок с водометным смешиванием при гидромульчировании неэффективно. Такие машины не могут работать с более густой и вязкой водной эмульсией. Более жидкая смесь в ряде случаев (водонасыщенные грунты, низкая проницаемость), наоборот, могут вызвать смывание материала и очаги эрозии при нанесении. Поэтому, эффективность применения установок с водометным смешиванием при работах на склонах ограничена. Кроме того, водометное смешивание уменьшает время наработки насоса на износ.

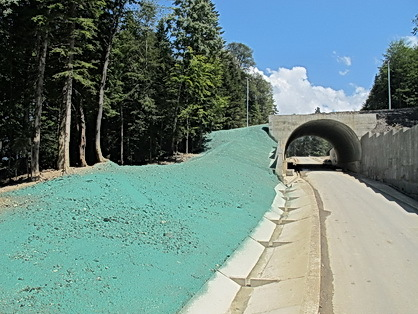
Укрепление дорожных откосов
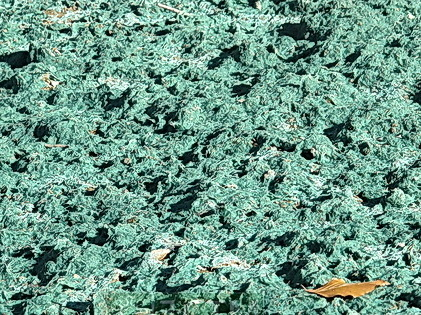
Гидромульчирование - защитный слой после нанесения
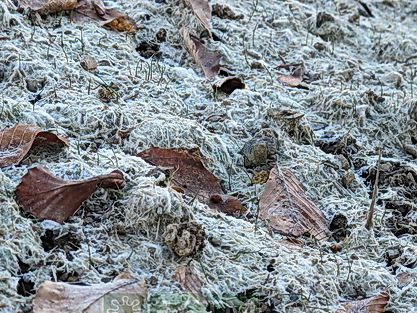
Ростки трав сквозь мульчу
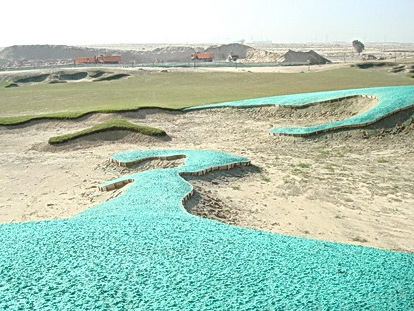
Гидромульчирование при строительстве гольф-поля